# Moviment dels Ciutadans (Islàndia)
El Moviment dels Ciutadans (en islandès Borgarahreyfingin) va ser un partit polític d'Islàndia fundat per moviments de base arran de les eleccions legislatives islandeses de 2009 durant la recessió mundial, que va colpejar amb especial duresa Islàndia.
En aquestes eleccions, el Moviment va obtenir 4 dels 63 escons. Un dels diputats era el cineasta Þráinn Bertelsson. El partit no tenia cap líder escollit, sinó que era dirigit per tres persones cadascuna amb una responsabilitat diferent. El partit recolzava el canvi radical a nivell de govern en resposta a la recessió.
El 14 d'agost de 2009, Þráinn Bertelsson va abandonar el partit per seure com a independent. El 18 de setembre de 2009, els tres membres restants van abandonar el partit per crear un de nou, El Moviment, deixant al partit sense representació al Parlament. Posteriorment, al 2012 els dos partits i el Partit Liberal van convergir per crear l'Alba, que no va reeixir i es va dissoldre al 2021.

## Resultats electorals
| Any  | Vots   | %   | Escons | +/- | Pos. | Govern   |
| ---- | ------ | --- | ------ | --- | ---- | -------- |
| 2009 | 13,519 | 7.2 | 4 / 63 | Nou | 5è   | Oposició |